# Abutre-de-bico-longo
O abutre-de-bico-longo, também grifo-de-bico-comprido (Gyps indicus) é uma espécie de abutre criticamente ameaçada de extinção.

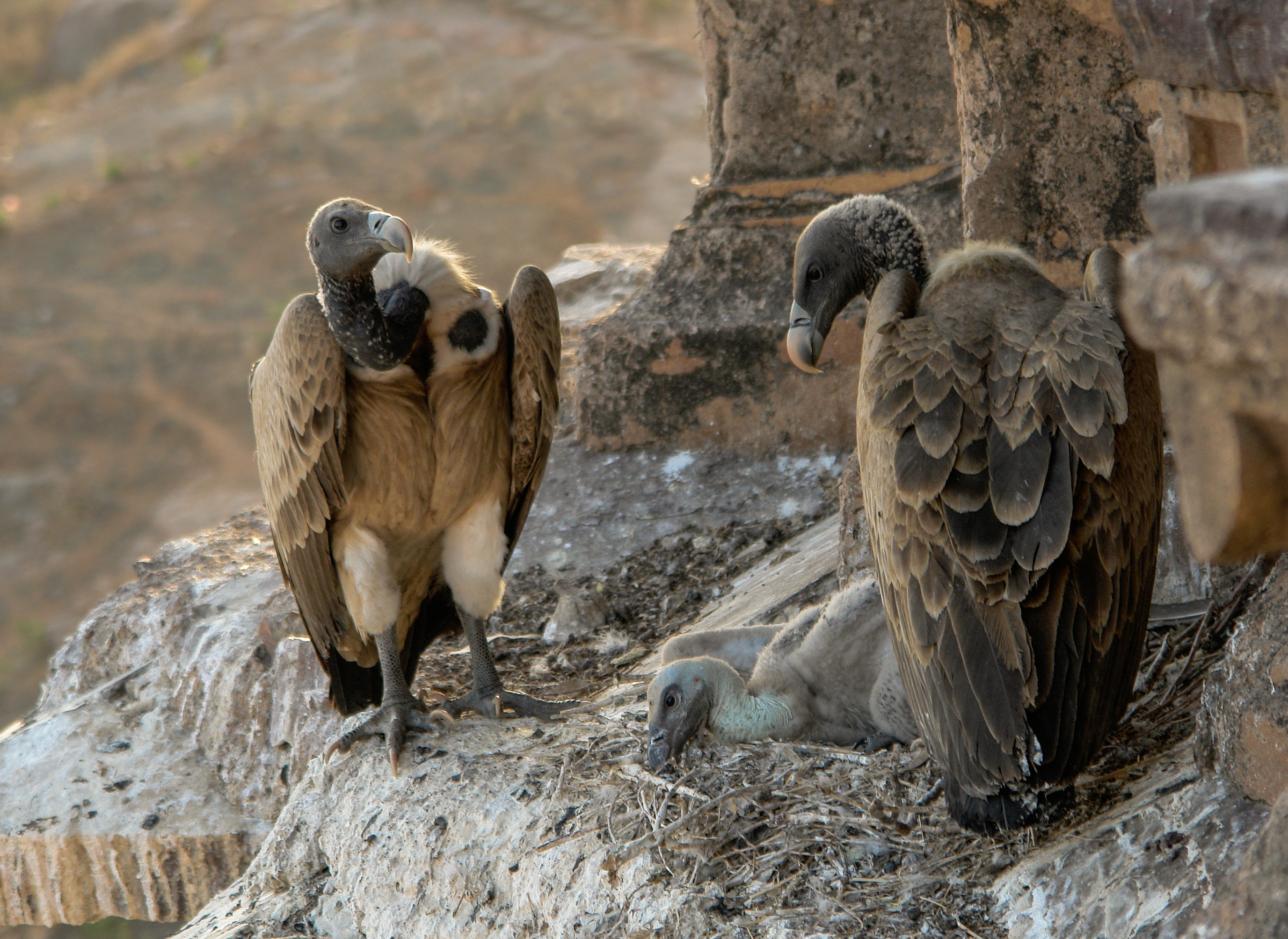
Abutres no ninho